# IR-40
IR-40 ist ein zwischen 2004 und 2014 gebauter Kernreaktor nordwestlich der iranischen Stadt Arak bzw. nahe der Stadt Khondab.

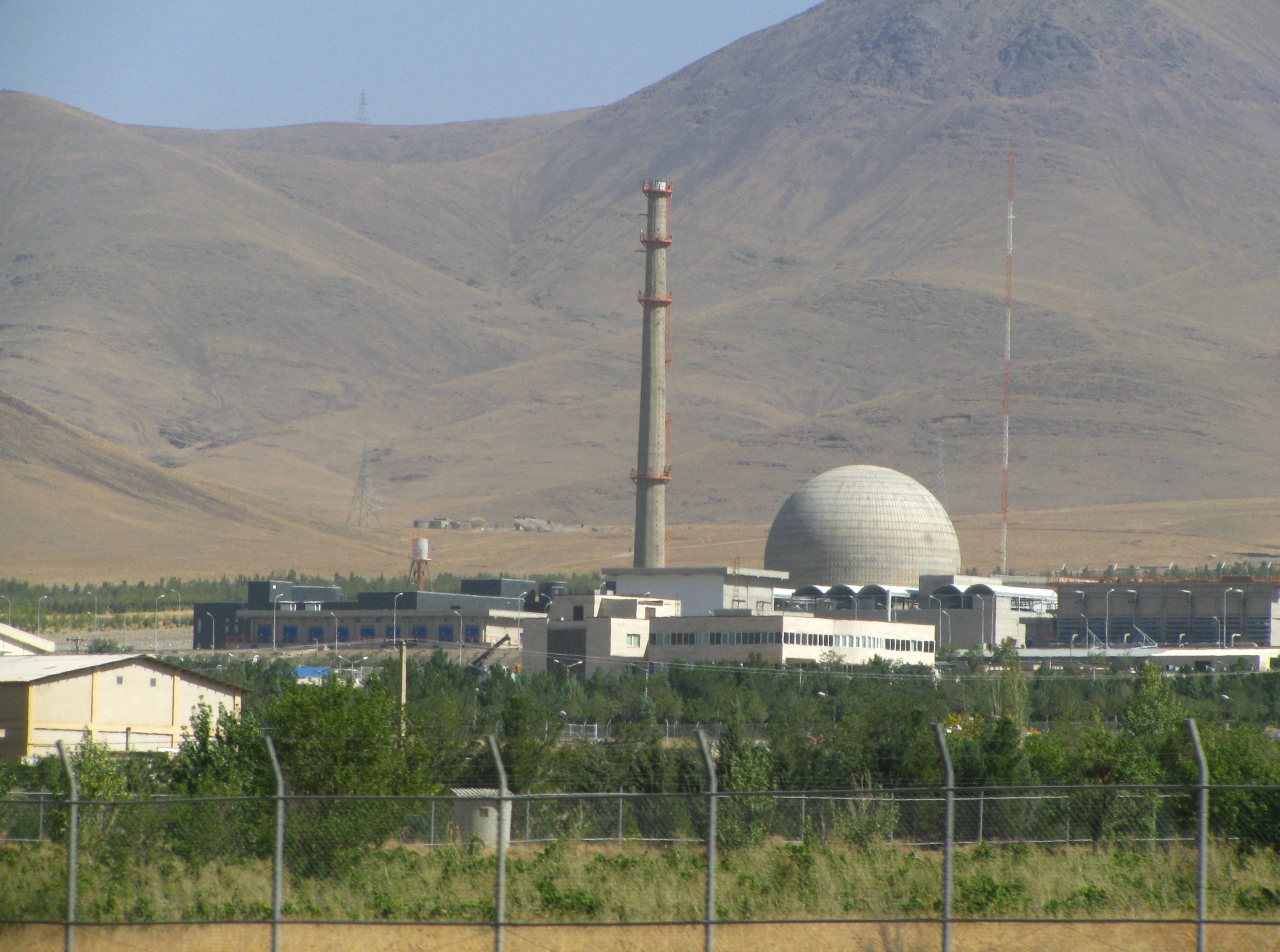
Blick auf den Schwerwasser-Kernreaktor der Anlage bei Arak bzw. Khondab. Foto August 2012.

Gegenüber dem Kernreaktor, auf dem gleichen geschützten Gelände, befindet sich eine Anlage zur Gewinnung von Deuteriumoxid. Die gesamte Anlage und der Reaktor wurde 2017 umbenannt in Khondab Heavy Water Research Reactor (KHRR).

## Zwecke und Kontroversen
Als Zweck der Anlage IR-40 wird die Herstellung von Radionukliden für medizinische und industrielle Zwecke angegeben. Dazu gehören die Isotope Cäsium-137, Kobalt-60, Iod-131, Iridium-192, Molybdän-99 und Yttrium-90.

Die Anlage steht im Verdacht, Teil des iranischen Atomwaffenprogramms zu sein, und wird teilweise von der IAEO überwacht bzw. wurde in der Vergangenheit mehrfach inspiziert.

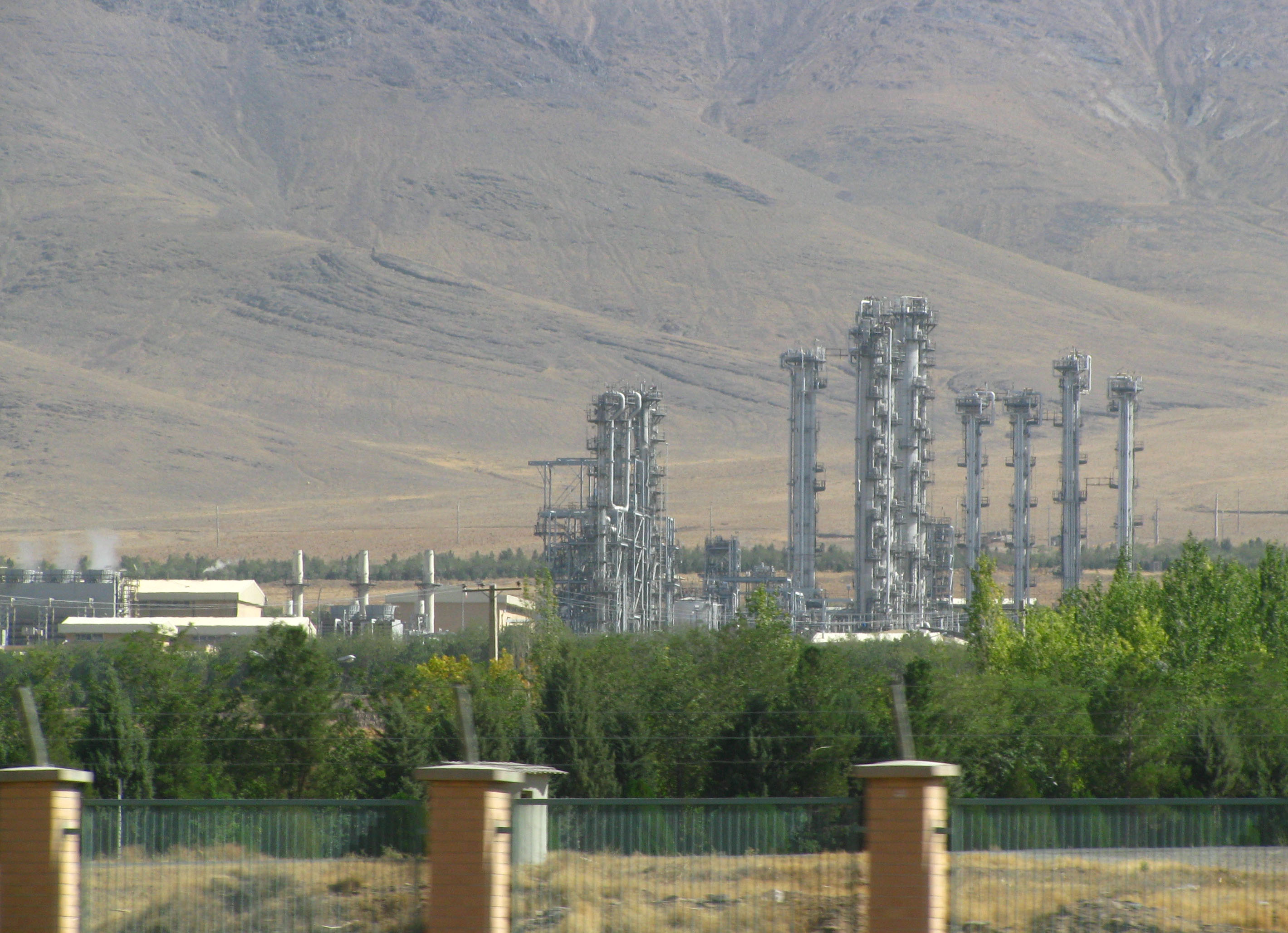
Blick auf die Produktionsanlage von schwerem Wasser (D2O) bei Arak. Aufnahme vom Oktober 2012.

## Reaktordesign
Es handelt sich bei dem Reaktor um einen Schwerwasserreaktor mit einer thermischen Leistung von 40 MWth, der mit Natururan betrieben wird. Aus verschiedenen bekannt gewordenen Quellen lässt sich schließen, dass es sich sehr wahrscheinlich um einen Druckröhrenreaktor handelt.
Vermutetes Design:
- Getrennte Schwerwasserkreisläufe für Moderation und für Kühlung, wie bei den CANDU-Reaktoren;
- Große Ähnlichkeit des im Iran hergestellten Brennelements mit dem Brennelement von RBMK-Reaktoren.[1]

Die genannten Auslegungselemente weisen ein erhöhtes Proliferationsrisiko auf, d. h. es ist wahrscheinlich, dass mit dem Reaktor kontinuierlich Plutonium gewonnen werden kann.

## Entwicklungen (Chronologie)
Ursprünglich sollte der Reaktor in Isfahan gebaut werden, doch nach Abschluss der Planungen beschloss Irans Regierung, den Standort nach Arak zu verlegen.
Am 5. Mai 2003 wurde die Internationale Atomenergie-Organisation (IAEO) über das Bauvorhaben informiert. Das Nachrichtenmagazin Der Spiegel veröffentlichte im Januar 2007 eine Satellitenaufnahme.
Am 25. Juli 2007 wurde eine Inspektion durch die IAEO angekündigt. IAEO-Direktor Mohammed el-Baradei kritisierte im September 2007 das Urananreicherungsprogramm und die Fortsetzung des Baus von IR-40.
Im November 2013 wurde in einem Abkommen in Genf folgendes vereinbart:
- keine weitere Arbeit am Schwerwasserreaktor in Arak
- Offenlegung aller Unterlagen zu Arak
- kein Programm zur Wiederaufarbeitung von Brennelementen

Am 8. Dezember 2013 wurde ein Bericht über eine Besichtigung durch UN-Experten veröffentlicht.
Am 28. Dezember 2013 erklärte Ali Akbar Salehider, Chef der Iranischen Atomenergieorganisation (AEOI), der Reaktor bei Arak sei nicht für die Produktion von Plutonium geeignet, da die Brennelemente ein Jahr im Reaktor bleiben würden. Nach mehr als drei oder vier Wochen könne das Plutonium nicht mehr für Atomwaffen verwendet werden. Außerdem habe der Iran keine Anlage zur Abtrennung des Plutoniums.
Im Rahmen der Vereinbarungen des Irans mit westlichen Mächten im April 2015 in Lausanne soll die iranische Seite zugesagt haben, den IR-40 nicht in der vorgesehenen Bauweise fertigzustellen, sondern so zu verändern, dass er sich nicht zur Produktion von Plutonium eignet.
Im Verlauf des israelisch-iranischen Kriegs wurde das Reaktorgebäude des Kernreaktors sowie eine angrenzende Produktionsanlage für schweres Wasser am 19. Juni 2025 durch das israelische Militär angegriffen und beschädigt. Laut einem Lagebericht der IAEA werden keine radiologischen Folgen erwartet, da der Reaktor zum Zeitpunkt des Angriffs nicht mit Spaltmaterial beladen war. Durch weitere Angriffe wurden auch andere Kernanlagen des Irans beschädigt.